# Rincón (Córdova)
Rincón é uma comuna da província de Córdoba, na Argentina.